# Christian Gottlob Hubert
Christian Gottlob Hubert (Fraustadt, 3 maggio 1724 – Ansbach, 16 febbraio 1793) è stato un organaro polacco tedesco.

## Biografia
Nacque nel 1724 a Fraustadt, oggi Wschowa in Polonia, e fu un organaro e costruttore di strumenti a tastiera, clavicembali, clavicordi e fortepiani. Era il secondogenito di un panettiere cristiano. Non è sicuro con chi e dove abbia svolto l'apprendistato; le supposizioni sono varie e da verificare; il musicologo Franz Krautwurst sottolinea che la somiglianza fra la meccaniche dei suoi fortepiani e quella dei fortepiani di Gottfried Silbermann è tale da non poter escludere che Christian Gottlob Hubert fosse stato allievo del grande costruttore di organi di Freiberg. Ulteriore indizio dei rapporti fra Gottfried Silbermann e Christian Gottlob Hubert è suggerito dalla rilevazione delle lunghezze vibranti delle note costituenti i semitoni in svariati clavicordi legati da lui costruiti che si attesta mediamente identica a quella utilizzata nel temperamento 1/6 di tono di Silbermann. Molto probabilmente fu apprendista di Gorrlieb N'aser, costruttore di strumenti a tastiera di Fraustadt. Un altro musicologo tedesco, Ernst Ludwig Gerber nel 1790 loda l’opera di Christian Gottlob Hubert considerando i suoi strumenti molto ricercati e ben pagati e addirittura esportati in Francia, Inghilterra e Olanda.
Nel 1740 secondo alcune fonti C.G.H era già a Bayreuth in Baviera, secondo altre arrivò in Germania solo dopo il suo matrimonio celebratosi il 7 febbraio 1748.
Il 1748 è anche l'anno di costruzione del suo primo e più antico strumento l'organo della Spitalkirche a Bayreuth.
L'attività di costruttore di strumenti a tastiera di Christian Gottlob Hubert a Bayreuth coincide con il periodo di maggiore influenza culturale di Guglielmina di Prussia che dopo la salita al trono del marito nel 1735 decise di trasformare Bayreuth in una nuova Versailles dando inizio a quello che verrà definito il Rococcò di Bayreuth. Christian Gottlob Hubert prese parte al progetto della Margravia come Hoff-Orgel und Instrumentenmacher (costruttore di corte di organi e strumenti musicali).
I 29 anni di lavoro passati a Bayreuth sono stati i più produttivi e i più importanti della vita di Christian Gottlob Hubert. Molti sono i documenti e i contratti di fornitura per la corte Margravia ma nessuno strumento di questo periodo ci è pervenuto firmato.
Alla morte di Guglielmina di Prussia nel 1758 tutto il furore artistico si spense. Nel 1769 Christian Gottlob Hubert si trasferì ad Ansbach dove continuò il suo lavoro presso la Cappella di corte del Margravio. Il suo ultimo clavicordo è datato 1789. Nello stesso anno divenne suo assistente e successore il ventenne Johann Wilhelm Hoffman (1769 - 1809).
Christian Gottlob Hubert si spense il 16 febbraio 1793 ad Ansbach.
Molti suoi strumenti sono conservati presso il Germanische Nationalmuseum

## Strumenti
Il catalogo compilato da Wolfgang Strack riporta i seguenti strumenti:
- 1 Fortepiano a mezzala
- 1 Fortepiano a tavola
- 1 Spinetta
- 2 Organi
- 4 Clavicordi liberi con estensione da FF a f''' di cinque ottave
- 15 Clavicordi legati in cui sostanzialmente si utilizza il medesimo schema di legatura mentre la guida dei tasti si presenta indifferentemente come fessura (un unico costruttivo con il calcolo della fimbria) o come colonna (imperniatura verticale del tasto)